# Stefanie Köhle
Stefanie Köhle, avstrijska alpska smučarka, * 6. junij 1986, Zams.
Ni nastopila na olimpijskih igrah ali svetovnih prvenstvih. V svetovnem pokalu je tekmovala sedem sezon med letoma 2007 in 2014 ter dosegla eno uvrstitev na stopničke v veleslalomu. V skupnem seštevku svetovnega pokala je bila najvišje na 35. mestu v letih 2012, ko je bila tudi enajsta v veleslalomskem seštevku, in 2013.